# Ришельё, Луи Франсуа Арман дю Плесси
Луи Франсуа́ Арма́н де Виньеро дю Плесси́, герцог де Ришельё, герцог де Фронсак (фр. Louis François Armand de Vignerot du Plessis, duc de Richelieu; 13 марта 1696, Париж — 8 августа 1788, там же) — французский полководец, маршал Франции (11 октября 1748), губернатор Гиени. Правнучатый племянник кардинала Ришельё. Дед дюка де Ришельё, управлявшего Новороссией.

## Биография
Ввиду его ранних любовных похождений, его отец сам выхлопотал в 1714 году приказ о заключении его в Бастилию, где он провёл 14 месяцев. В 1716 году Ришельё вновь попал в Бастилию, убив на дуэли графа Гасе.
В 1719 году он участвовал в заговоре Челламаре против регента, за что провёл ещё несколько месяцев в Бастилии, а потом был на некоторое время сослан в Конфлан. Причиной участие в заговоре было недовольство Ришельё курсом регента на сближение с Англией и конфликт с Испанией. Ришельё, как и многие молодые французские аристократы, мечтали о войне-реванше против Англии и считали католическую Испанию естественным союзником Франции.
Благодаря протекции маркизы де При, фаворитки герцога Бурбонского, занимавшего пост первого министра после смерти регента, Ришельё был назначен послом в Вене (1725—1729 годы), а затем послом в Дрездене, где показал себя искусным дипломатом. В частности, Ришельё указал премьер-министру Франции кардиналу Андре де Флери на стратегическое положение Курляндии и важность наличия там дружественного Франции герцога. («Взяв Курляндию, мы всегда сможем поставить в ней стотысячную армию и угрожать Санкт-Петербургу, что сделает Россию более осторожной в союзе с Веной», — полагал Ришельё). Это стало одной из причин Курляндского кризиса 1726 года, когда Франция пыталась посадить на трон Курляндии своего ставленника графа Морица Саксонского.
В 1733—1734 годах принимал участие в рейнской кампании войны за польское наследство и отличился при осаде Филиппсбурга.

## Война за австрийское наследство
Поражение герцога Брольи под Прагой (1741) и герцога де Ноайля под Деттингеном (1743) побудила Ришельё реорганизовать действия французской армии. В 1742 г. он предложил Людовику XV новую военную концепцию. Военная концепция Ришельё сводилась к тому, чтобы достичь победы с помощью мощного линейного огня по позициям противника. Ришельё полагал, что идеальной стратегией было бы «вычисление без боя победителей и побеждённых» — с помощью расчёта тех позиций, которые занимают противники до сражения, а также их огневой мощи. Основную ставку Ришельё делал на «линейную атаку» — последовательный артиллерийский и ружейный залп первой, второй, третьей колонны и т. п. Только после такой атаки Ришельё считал возможным атаковать позиции противника. Такой подход хорошо вписывался в стиль «ограниченных войн» XVIII века. В военной науке появились термины «колонны Ришельё» и «смычка колонн Ришельё».
Формально Ришельё был командиром Лангедокского полка. Но с 1745 г. он был личным представителем короля при Морице Саксонском, фактически выполняя при нём функции начальника штаба. Военная система Ришельё стала основой для разгрома «Прагматической армии» при Фонтенуа (1745) и Року (1746). В декабре 1746 г. Ришельё разбил австро-британский корпус под Генуей, что ликвидировало все результаты побед австрийцев 1743—1744 гг. В 1747 г. взял голландскую крепость Берген-оп-Цоом.
В 1744 г. Ришельё предложил Людовику XV план переноса войны на Британские острова. Вариант Ришельё сводился к тому, чтобы высадить в Шотландии французский корпус во главе с претендентом Карлом Стюартом. В 1745 г. такая высадка была осуществлена, что привело ко Второму якобитскому восстанию, подавленному герцогом Кэмберлендским. Но это был успешный десант Франции на Британские острова, вызвавший панику. За победы 11 октября 1748 г. был произведен в маршалы Франции. Лучший итог деятельности Ришельё подвел российский полководец Александр Суворов: «Франция проиграла войну за Наследство Гешпанское и только гений Ришельё переиграл ту войну в войне за Наследство Австрийское».

## Семилетняя война
В 1756 году захватил форт Сан-Фелипе на Менорке, изгнав с острова англичан.
В 1757 году закончил военную карьеру опустошением Ганновера. В ходе этой кампании Ришельё принудил герцога Камберлендского заключить конвенцию о капитуляции ганноверской армии в монастыре Цевен. Однако в том же 1757 году был отозван в Париж. Официальным основанием стали массовые грабежи. Неофициальным — зависть герцога Субиза и Людовика XV к военным успехам Ришельё.

## Характеристика
Хотя Ришельё принадлежит к «полузабытым» полководцам, о его полководческих талантах свидетельствует тот факт, что Ришельё не проиграл ни одного сражения. В годы Семилетней войны король Пруссии Фридрих II Великий так и не рискнул вступить с ним в прямое сражение. Во французской армии долго бытовал миф, что Ришельё безусловно выиграл бы Семилетнюю войну у англичан.
Ришельё был последовательным противником обсуждаемой в середине XVIII в. концепции общей воинской повинности. Маршал полагал, что высокая огневая мощь приведёт к тому, что большая неповоротливая армия будет уничтожена за несколько часов боя интенсивным артиллерийским огнём. (В записках 1742, 1757 и 1784 годов Ришельё даже пытался обосновать этот тезис математическими расчётами). Впоследствии русский полководец А. В. Суворов, высоко ценивший таланты Ришельё, строил свою теорию боя на основе полемики с французским маршалом. Суворов утверждал, что переход к маневренной тактике колонн позволит избежать уничтожения армии в результате линейного огня. К аналогичным выводам пришёл и Наполеон, пытавшийся ещё в юности на основе собственных вычислений опровергнуть математические расчёты Ришельё.
Ришельё также известен как популяризатор при версальском дворе вин Бордо. Он так пылко доказывал их пользу для здоровья, что эти вина при дворе прозвали «настоем маршала» (tisane du Maréchal).

## В культуре
По идейным взглядам Ришельё был близок просветителям, особенно Вольтеру. В частных письмах он критически относился к правлению Людовика XV. Ришельё стал героем романов Александра Дюма «Шевалье д’Арманталь», «Дочь регента», «Олимпия Клевская», «Исповедь маркизы», «Жозеф Бальзамо», «Ожерелье королевы», его комедии «Мадемуазель де Бель-Иль». Ришельё упоминается в романе А. С. Пушкина «Арап Петра Великого» и в его повести «Пиковая дама», где выведен как поклонник старой графини во времена её молодости.
Дюма привёл в «Истории Людовика XV» романтическую легенду. В 1713 г. семнадцатилетний Ришельё, узнав о подписании Утрехтского мира, со слезами на глазах поклялся переиграть войну за испанское наследство. Победу Франции в войне за австрийское наследство многие считали исполнением «клятвы Ришельё». После неё на 10 лет Франция вновь, как при Людовике XIV, стала считаться сильнейшим государством Европы. Документальных подтверждений эта легенда не имеет.
Киновоплощения:
- Френсис Клод — «Жозеф Бальзамо» (1973)
- Пьер Ришар — «Жанна Дюбарри» (2023)